# 高崖站
高崖站是一个陇海线上的已撤销铁路车站，位于甘肃省榆中县高崖镇，建于1952年。